# 도쿄 급행 전철 7000계 전동차 (2007년)
도쿄 급행 전철 7000계 전동차(일본어: 東急7000系電車)는 2007년 12월 25일부터 영업 운행을 시작한 도쿄 급행 전철 통근형 전동차이다.

## 개요
7000계 전동차는 5000계 전동차 기술을 바탕으로 이케가미 선 및 도큐 다마가와 선에 도입된 것이다.